# Blåblomma
Blåblomma (Ceratostigma plumbaginoides) är en art i familjen triftväxter.

## Synonymer
- Plumbago larpentae Lindley, 1847
- Valoradia plumbaginoides (Bunge) Boissier.